# Exacum
Exacum är ett släkte av gentianaväxter. Exacum ingår i familjen gentianaväxter.

## Dottertaxa tillExacum, i alfabetisk ordning[1]
- Exacum affine
- Exacum alberti-grimaldii
- Exacum amplexicaule
- Exacum anamallayanum
- Exacum anisopterum
- Exacum appendiculatum
- Exacum arabicum
- Exacum atropurpureum
- Exacum axillare
- Exacum bulbilliferum
- Exacum caeruleum
- Exacum conglomeratum
- Exacum courtallense
- Exacum darae
- Exacum decapterum
- Exacum dipterum
- Exacum divaricatum
- Exacum dolichantherum
- Exacum emirnense
- Exacum exiguum
- Exacum fruticosum
- Exacum giganteum
- Exacum gracile
- Exacum grande
- Exacum hoffmannii
- Exacum humbertii
- Exacum intermedium
- Exacum klackenbergii
- Exacum lawii
- Exacum linearifolium
- Exacum loheri
- Exacum lokohense
- Exacum marojejyense
- Exacum microcarpum
- Exacum millotii
- Exacum nanum
- Exacum naviculare
- Exacum nossibeense
- Exacum nummularifolium
- Exacum oldenlandioides
- Exacum pallidum
- Exacum parviflorum
- Exacum paucisquamum
- Exacum pedunculatum
- Exacum penninerve
- Exacum petiolare
- Exacum pteranthum
- Exacum pumilum
- Exacum quinquenervium
- Exacum radicans
- Exacum rotundifolium
- Exacum saulierei
- Exacum sessile
- Exacum socotranum
- Exacum spathulatum
- Exacum speciosum
- Exacum stenophyllum
- Exacum stenopterum
- Exacum subacaule
- Exacum subteres
- Exacum subverticillatum
- Exacum sutaepense
- Exacum tenue
- Exacum teres
- Exacum tetragonum
- Exacum trinervium
- Exacum umbellatum
- Exacum undulatum
- Exacum walkeri
- Exacum wightianum
- Exacum zombense